# Wladislaus (Teschen)
Wladislaus (auch Wlodko; Ladislaus; * um 1420; † 14. Februar 1460) war von 1431 bis zu seinem Tod 1460 Herzog von Teschen sowie Herzog des königlichen Anteils von Glogau mit Guhrau, Köben und halb Beuthen. Er entstammte der Teschener Zweig der Schlesischen Piasten. 

## Leben
Wladislaus Eltern waren Herzog Boleslaus I. und Eufemia von Masowien. 1444 vermählte er sich Margareta von Cilli. 
Nach dem Tod seines Vaters Boleslaus I. erbte Wladislaus zusammen mit seinen Brüdern Wenzel I., Primislaus II. und Boleslaus II. dessen Besitz. Da sie noch nicht volljährig waren, standen sie zunächst unter der Vormundschaft ihrer Mutter, die bis 1442 auch die Regentschaft über das Herzogtum ausübte. Nach der in diesem Jahr erfolgten Teilung erhielt Wladislaus die „königliche“ Hälfte von Glogau, die sein Großvater Primislaus I. 1384 erbrechtlich vom böhmischen König Wenzel erhalten hatte. 
1452 besaß er in Quaritz einen vom Kaiser Friedrich III. verliehenen Zoll. 1458 stiftete er in Kainzen bei Guhrau ein Franziskanerkloster. Wie sein Bruder Primislaus war auch Wladislaus ein Anhänger des böhmischen Königs Georg von Podiebrad. An seiner Seite kämpfte er gegen die Breslauer, die von ihrem Feldhauptmann Balthasar von Sagan angeführt wurden. Während der Belagerung der Stadt wurde er am 1. Oktober 1459 schwer verwundet und starb am 14. Februar 1460.
Da er keine Nachkommen hinterließ, ging sein Herrschaftsgebiet, die königliche Hälfte von Glogau, als Leibgedinge an seine Witwe Margareta von Cilli über. Sie starb 1480 in der Guhrauer Burg, wohin sie sich wegen des Glogauer Erbfolgestreits geflüchtet hatte. Die „königliche“ Hälfte von Glogau ging im selben Jahr für die Teschener Herzöge dauerhaft verloren.